# SK Bratstvo Jesenice
SK Bratstvo bio je slovenski nogometni klub iz Jesenica. Djelovao je od 1927. do 1941. godine.

## O klubu
Godine 1927. SK Bratstvo, osnovano između 1923. i 1924. godine kao kulturno-prosvjetno društvo, proširilo je svoju djelatnost i nogometnom sekcijom, a njegovu jezgru činili su dječaci iz okolice današnjeg tehničkog muzeja željezare (Graščina, Kasarna), okupljeni u divlji klub Triglav. SK Bratstvo osnovano je na inicijativu Narodnosocijalističke stranke, a članovi društva bili su radnici i ujedno članovi gimnastičkog društva Sokol. Političke ideje preuzeli su od istoimenog nacionalnog političkog pokreta u tadašnjoj Čehoslovačkoj, a posebno od svog uzora, vođe svoje mladosti Karla Pulpana. Prvi voditelj nogometne sekcije bio je Lado Kočar, a nogometnu ekipu činili su braća Adolf i Tedi Reimuller, Ivo Podlipec, Vinko Kozjek, Albin Tarman, Vinko Koren, Karel Zwischenberger, Hanzi Pribyl, Tone Ručigaj, Polde Markelj, Pavel Šavnik, Kristi Wastian i Tomaž Ravhekar. Bratstvo ke isprva igralo na terenu ispod tvornice u Vrbju, koji su dijelila s nogometašima Svobode i Borca. Od 1929. do 1931. godine SK Bratstvo je igralo na igralištu sada već ugašenog SK Edinosti, a zatim je izgradilo novo igralište na sjevernom rubu proplanka u "Mojstrani". Godine 1933. igralište je preuređeno i dograđena je atletska staza. Ovo je igralište potom bilo dom Bratstva sve do početka Drugog svjetskog rata.
SK Bratstvo se nedvojbeno može smatrati, uz SK Korotan iz Kranja, najuspješnijim gorenjskim nogometnim klubom međuraća. Zlatno doba kluba bilo je između 1937. i 1940. godine, kada je Bratstvo igralo istaknutu ulogu u elitnom natjecateljskom razredu Ljubljanskog nogometnog podsaveza (nakon 1939. Slovenski nogometni savez). Bratstvo je prvi put nastupilo u prvorazrednom prvenstvu Ljubljanskog nogometnog podsaveza u sezoni 1937./38. Bratstvo je u konkurenciji osam klubova šesto mjesto u ljubljanskoj skupini čime se nije plasirala u završnicu za prvaka podsaveza. Iduće seezone Bratstvo je ostvarilo svoju najuspješniju sezonu u povijesti. Tada je Bratstvo igralo u finalu prvenstva Ljubljanskog nogometnog podsaveza. Bratstvo je te sezone prvo osvojilo prvo mjesto u ljubljanskoj skupini, pa je na putu do finala prvo eliminiraliaceljski Athletik SK (remi 2:2 i pobjeda 4:0), a potom u polufinalu favorizirani ČŠK Čakovec (poraz 3:0 u prvoj utakmici u Čakovcu i povijesna pobjeda 4:0 u uzvratu u Jesenicama). Bratstvo je u finalu nakon dvije tijesne utakmice (poraz 3:1 u prvoj utakmici u Jesenicama te poraz 2:1 u uzvratu u Mariboru) izgubilo od I. SSK Maribor, koji je pobjedom ostvario svoj treći naslov prvaka. O kvaliteti momčadi Bratstva te sezone govori i prijateljska utakmica između Bratstva i Ljubljane, odigrana 3. prosinca 1939. u Jesenicama, koju su Jeseničani dobili rezultatom 3:2. SK Ljubljana je tada igrača s najjačim sastavom. Za Bratstvu su na toj utakmici, kao i na većini prvenstvenih utakmica, igrali Viktor Brun, Oto Potočnik, Jože Knific, Tone Razinger, Rudi Zavrl, Franci Koren, Jože Janežič, Jože Abram, Sretenovič, Drago Crnobori i Sreten Ivaniševič. U sezoni 1938./39. u prvom ljubljanskom razredu natjecao se još jedan jesenički tim, SK Kovinar, koji je sezonu završio na posljednjem mjestu sa samo jednim osvojenim bodom. Bratstvo je imalo istaknutu ulogu i u sezoni 1939./40. kada je u ljubljanskoj skupini zauzelo drugo mjesto (iza SK Kranja) i bez većih problema ponovno se plasiralo u završnicu za naslov prvaka Ljubljanskog nogometnog podsaveza. U završnom dijelu natjecanja momčad Bratstva nije bila tako uspješna kao prošle sezone. U prvoj četvrtfinalnoj utakmici Bratstvo se susrelo s kasnijim prvakom podsaveza, ekipom SK Železničar iz Maribora od kojeg je izgubilo 6:1. Bratstvo je u uzvratu u Jesenicama slavilo s 3:0, što je bilo nedovoljno za plasman u polufinale. U sezoni 1940./41. Bratstvo je igralo u novoformiranoj Slovenskoj nogometnoj ligi koju je činilo osam klubova (SK Ljubljana, SK Železničar Maribor, SK Amater Trbovlje, SK Mars Ljubljana, SK Bratstvo Jesenice, SK Kranj, I. SSK Maribor, SK Olimp Celje).

## Unutarnje poveznice
- Jesenice

## Vanjske poveznice
- Zgodovina nogometa v Kraljevini SHS/Jugoslaviji in v času okupacije